# Objet croiseur d'une planète
Cet article court présente un sujet plus développé dans : Astéroïde herméocroiseur, Astéroïde cythérocroiseur, Objet géocroiseur, Astéroïde aréocroiseur, Astéroïde zénocroiseur, Astéroïde kronocroiseur, Astéroïde ouranocroiseur, Objet poséidocroiseur et Objet hadéocroiseur.
Un objet croiseur d'une planète est objet du Système solaire orbitant autour du Soleil et dont l'orbite croise celle d'une planète donnée, éventuellement d'une planète naine. Il peut s'agir d'une planète mineure (astéroïde, centaure, objet transneptunien) ou d'une comète. Toutes les planètes possèdent de quelques centaines à quelques dizaines de milliers d'objets croiseurs.
De nombreuses comètes croisent les 8 planètes. La grande majorité des planètes mineures, situées au sein de la ceinture principale d'astéroïdes, ne croisent aucune planète. Plusieurs milliers toutefois croisent de 1 à 3 planètes, plus rarement 4 ou 5. En 2023, le damocloïde 1999 XS35 est la seule planète mineure connue dont l'orbite croise celles de 6 planètes, de la Terre à Neptune.
Des termes spécifiques existent pour chacune des planètes :
- Objet herméocroiseur pour Mercure
- Objet cythérocroiseur pour Vénus
- Objet géocroiseur pour la Terre, dont cas particulier des astéroïdes géocroiseurs et des objets potentiellement dangereux pour la Terre
- Objet aréocroiseur pour Mars
- Objet zénocroiseur pour Jupiter
- Objet kronocroiseur pour Saturne
- Objet ouranocroiseur pour Uranus
- Objet poséidocroiseur pour Neptune
- Objet hadéocroiseur pour la planète naine Pluton